# Теодор Стратилат
 Тази статия е за светеца.  За известната керамична икона от Преслав вижте Теодор Стратилат (икона).  
Свети великомъченик Теодор Стратилат, наричан също Теодор Хераклийски (по мястото на смъртта му) е светец-мъченик от края на 3 век и началото на 4 век. Почита се от православни християни и католици. Би могъл да бъде сбъркан с Теодор Тирон.

## Житие
Роден е в град Евхаита в Мала Азия около 281 г. Съвременник на Римската тетрархия, служил при император Лициний, последния й оцелял представител (освен Константин I Велики), като стратилат (пълководец) в римския гарнизон на град Хераклея Понтийска (дн. Карадениз Ерегли), близо до Черно море.
След публикуването на Медиоланския едикт от Константин I, Лициний за известно време прекратява във владенията си гоненията срещу християните, но после ги подхваща пак, заради което избухва гражданска война между тях, изгубена от Лициний, който накрая е и убит.
Според християнските агиографи Лициний е недоволен от покръстването на множество жители на управлявания от Теодор град и изпраща да го доведат при него в Никомидия. Теодор отказва да се яви и на свой ред му пише той да дойде в Хераклея. Лициний отива и го приканва към жертвоприношение, с което да докаже лоялността си към него и традиционната религия (Лициний е известен, като почитател на бог Юпитер), но военачалникът го измамва, поисквайки му отсрочка и време насаме със "златните и сребърни идоли"; същата нощ ги унищожава. Императорът го наказва с побой с волски жили и оловни пръчки, както и с обгаряне с огън и изпорязване с остри керемиди. След дълги изтезания го затворят в тъмница за 5 дни без хляб и вода, в последния от които го разпъват на кръст и го прострелват със стрели, избождайки му очите. Мъченичеството на Теодор завършва с посичане с меч.

## Култ
През Средновековието култът към Теодор Стратилат е много разпространен. Мощите на светеца са се съхранявали в „Св. София“ – една от църквите на град Несебър (сега в България), където са се почитали векове наред.
При основаването на Венеция, заедно със св. Марко, св. Теодор Стратилат е провъзгласен за патрон на града. Във връзка с това останките на Теодор Стратилат са заграбени през 1257 г. и пренесени във Венеция през 1267 г. от латински рицари-кръстоносци. Там тялото му е поставено и остава в мраморен саркофаг в дясната част на олтара на църквата „Сан Салваторе“, разположена недалеч от Риалто. Неизвестен майстор от XVII в. е изобразил върху северната стена на храма фреска за тържественото внасяне на тялото на светеца във Венеция и в определения за това храм.